# Ostfriesischer Vorname

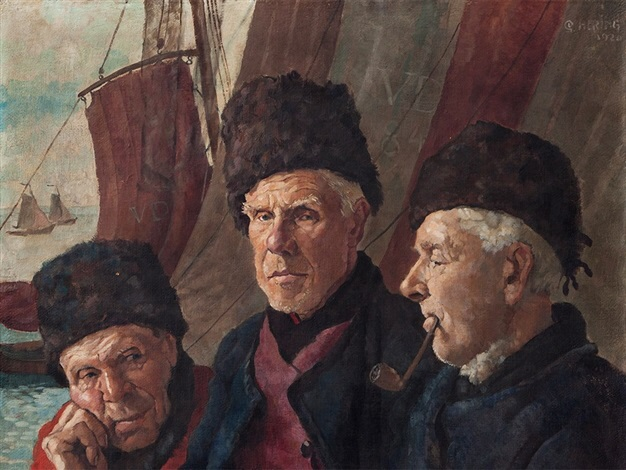
Friesische Fischer

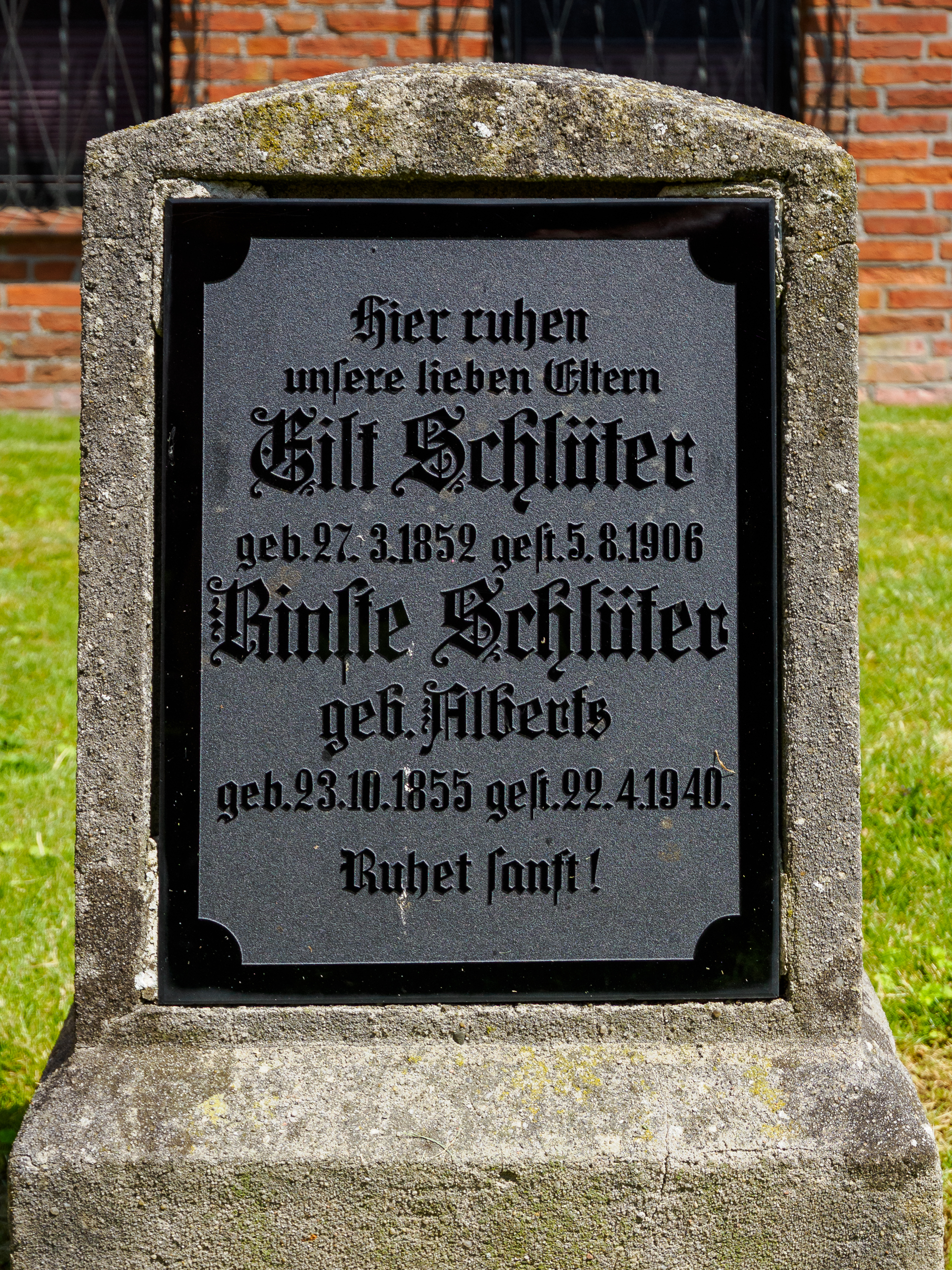
Grabstein für "Eilt" und "Rinste" Schlüter auf dem Alten Friedhof Greetsiel (Ldkrs. Aurich)

Ostfriesische Namen sind Vornamen, die im ostfriesischen Kulturraum gebräuchlich sind. Sie werden also, anders als beispielsweise Germanische Namen, in erster Linie nicht linguistisch, sondern kulturell definiert.  Ausgangsbasis der ostfriesischen Namen sind im Wesentlichen friesische, niederdeutsche, niederländische, hochdeutsche sowie biblische und Heiligen-Namen. Diese Namen (auch die nicht-germanischen) wurden einer intensiven Umgestaltung unterworfen: Namen wurden gedehnt, abgeschliffen, gekürzt, verlängert, Vokale wurden geändert, Namensteile wurden neu kombiniert; dabei gingen die ursprünglichen Namen jedoch nicht verloren, sondern es blieben umgekehrt altgermanische Namen und sogar Namensteile erhalten, die außerhalb Ostfrieslands verschwanden. Die Grenze zwischen männlichen und weiblichen Namen ist bei ostfriesischen Namen äußerst durchlässig; viele Kurzformen sind von vorneherein sowohl männlich wie weiblich, einige Langformen haben sich aneinander angeglichen und geschlechtsgebundene Namen wurden durch Anhängen einer gegengeschlechtlichen Endung oder eines gegengeschlechtlichen Namensteiles moviert. Insgesamt entstand so eine außergewöhnliche Namensfülle; der Namenforscher Manno Peters Tammena hat über 43.000 Namensformen zusammengetragen. Darüber hinaus ist es in Ostfriesland „entsprechend dem dort bestehenden Brauch grundsätzlich zulässig, einem Kind den Familiennamen eines Vorfahren als Vornamen zu geben“.

## Männliche Namen
Einige typische männliche Vornamen sind:
- Abbo, Affo, Bonno, Dieko, Enno, Habbo, Krino, Lübbo, Manno, Matjes, Menno, Okko, Onno, Tammo, Tido, Tjarko, Ubbo, Wilko

Neben den Formen mit der auffälligen o-Endung finden sich solche wie
- Aeilt, Ayelt, Broer, Gerke, Jelde, Meenhard, Meinhart, Sjut, Tadeus, Tjard, Tjark, Weert

Vielfach finden sich zudem Parallelformen, indem ein Name entweder auf -o oder auf -e endet:
- Focke/Focko, Habbe/Habbo, Menke/Menko, Hanke/Hanko, Menne/Menno, Tamme/Tammo

Außerdem finden sich friesische Varianten von Namen, die auch im Deutschen vorkommen, zum Beispiel:
- Edzard (zu Eckehard)

sowie niederdeutsche Namensformen
- Hinnerk/Hinrich (Heinrich), Jan(n) (Johann/es), Geert (Gerhard), Marten (Martin) usw.

## Weibliche Namen

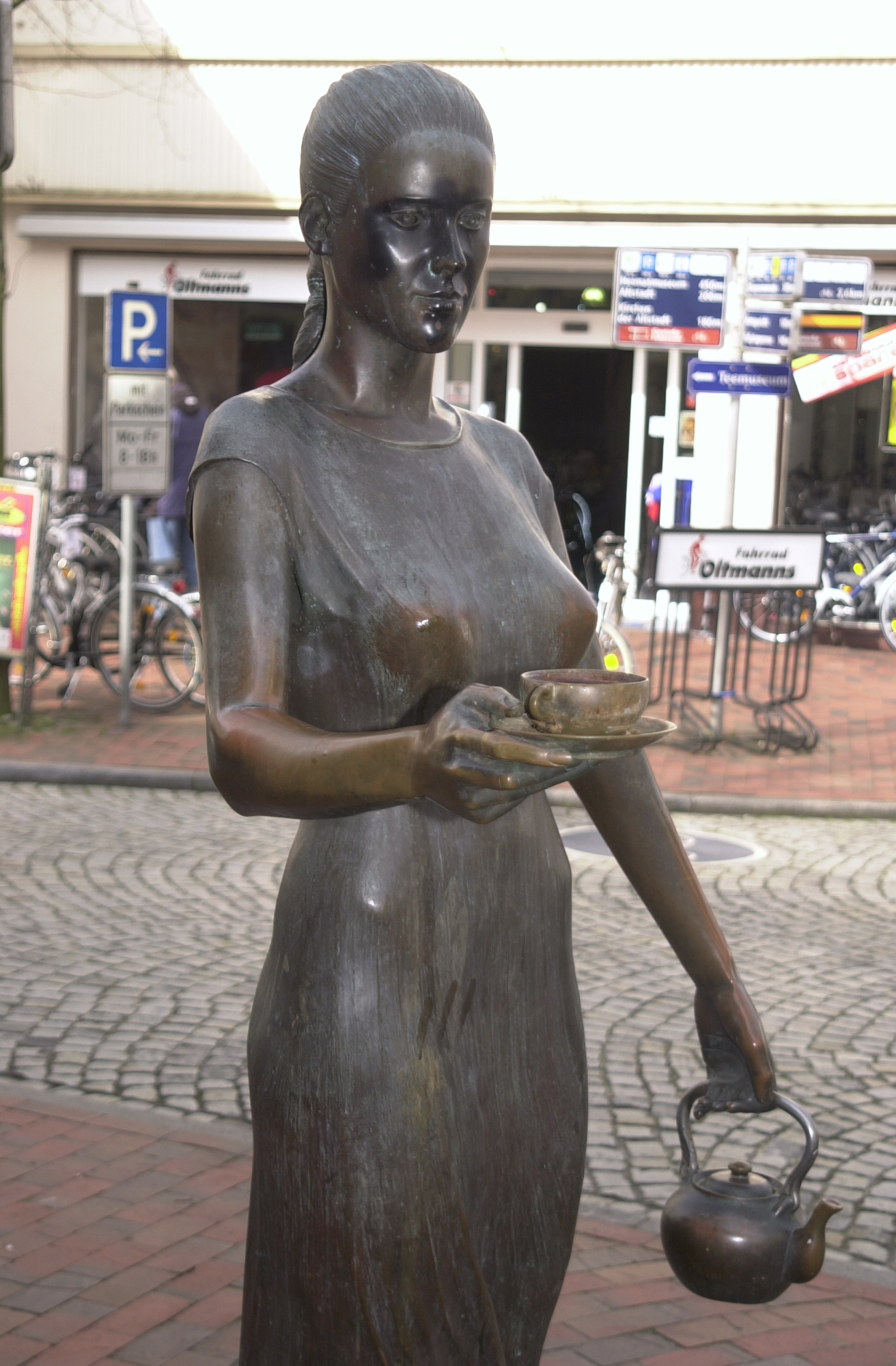
Teelke-Statue in Leer (Ostfriesland)

Einige typische weibliche Namen sind:
- Aalke, Antje, Dina, Dirkea, Ditje, Eske, Eyelste, Fenna, Foelke, Foline, Hinrike, Hiske, Hiskea, Kea, Meta, Mena, Okka, Rabea, Talea, Tabea, Teelke, Thea, Theda, Tialda, Tomke, Ufkea, Wübbine

Bei weiblichen Vornamen gibt es häufig Diminutivformen, die zu eigenständigen Namen geworden sind:
- Antje (zu Anna), Tri(e)ntje (zu Trina = Katharina), Fentje (zu Fenna), Geertje (zu Gerda), Gre(e)tje (zu Greta), Geske (zu Gertrud), Wiebke (zu friesisch Wiebe oder Wieba).

Auch ist es nicht selten, an gewöhnliche weibliche Vornamen die Endung -chen anzuhängen:
Annchen, Mariechen, Gretchen

## Gegengeschlechtliche Namen
Eine Besonderheit ist die Bildung gegengeschlechtlicher Namen, das heißt, männliche Vornamen, die aus weiblichen hergeleitet sind, wozu häufig die wohl dem Lateinischen entlehnte Nachsilbe -us verwendet wird, oder – häufiger – weibliche, die aus männlichen gebildet wurden, z. B.:
- (männl.) Antinus, Gretus, Rikus u. a.;
- (weibl.) Wiemke, Ayeltdine, Berendina, Hindertje, Hinrika, Jakoba, Tjardine/Tjardina, Ubbina u. v. m.

Nicht selten sind auch weibliche Namensformen, bei denen ein vollständiger Name zusätzlich die verweiblichende Endung -dine/-dina erhält, z. B. Fennedine.

## Fügungen aus zwei verschiedenen Vornamen
Im 19. Jahrhundert kamen in Ostfriesland durch Fügung gebildete Namen auf. Beispiele sind
- (männl.) Ahrendbertus, Annebert, Dirkobus, Walsemar
- (weibl.) Abrahanne, Elisabea, Friedith

Die im deutschen Sprachraum verbreiteten Doppelnamen blieben dagegen in Ostfriesland selten.

## Namensschreibung und Aussprache
Alle Namen sind hier in ihrer amtlichen Schreibweise wiedergegeben. Diese entspricht auch der Aussprache in deutschsprachigem Umfeld. Im ostfriesischen Platt weicht die Aussprache teilweise deutlich hiervon ab. Namen wie Onno oder Ubbo erscheinen dort als "Oen" oder "Ueb" (wobei -oe- und -ue- jeweils einen langen Vokal wiedergeben, der im Deutschen nur als kurzlautendes Allophon zu -o- und -u- existiert), Gretje wäre "Gräitje" usw.